# Північно-Західна провінція (Шрі-Ланка)
Північно-Західна провінція (синг. වයඹ පළාත Wayamba Palata, там. வட மேல் மாகாணம் Wada Mael Maakaanam) — область Шрі-Ланки. Населення — 2 372 185 осіб (2012).
Адміністративний центр — місто Курунегала, з населенням 28 571 особа. Область відома головним чином завдяки її численним кокосовим плантаціям. Інші головні міста в цій області — Чила (24 712 осіб) і Путталам (45 661 особа), які є маленькими рибальськими містами. Більшість населення провінції має сингальську етнічну приналежність. Є також істотна шрі-ланкійська меншість — маври. Ловля риби, креветок, сільське господарство і плантації каучукового дерева — основні галузі промисловості провінції.
Площа провінції становить 7888 км² . Площа суші — 7506 км². Площа водної гладі — 382 км².
Адміністративно ділиться на 2 округи:
- Курунегала
- Путталам